# FBLIM1
FBLIM1‏ (Filamin binding LIM protein 1) هوَ بروتين يُشَفر بواسطة جين FBLIM1 في الإنسان.